# Caledopsyche cerberus
Caledopsyche cerberus is een schietmot uit de familie Hydropsychidae. De soort komt voor in het Australaziatisch gebied.